# The Legend of Zelda: Ocarina of Time
The Legend of Zelda: Ocarina of Time (ゼルダの伝説 時のオカリナ (Đối tắc nhĩ đạt truyền thuyết: Thời chi địch) Zeruda no Densetsu: Toki no Okarina) (tạm dịch là Truyền thuyết Zelda: Kèn ocarina của thời gian) là một trò chơi phiêu lưu-hành động do Grezzo và Nintendo phối hợp sản xuất, dành riêng cho hệ máy cầm tay Nintendo 64.